# Zofia Seidlerowa
Zofia Seidlerowa (ur. 25 kwietnia 1859 w Warszawie, zm. 27 sierpnia 1919 tamże) – polska publicystka, tłumaczka, redaktorka czasopisma „Bluszcz” w latach 1906–1918. 

## Życiorys

### Początki kariery
Ukończyła pensję Jadwigi Sikorskiej w Warszawie. Wkrótce zaczęła zajmować się przekładami z angielskiego, francuskiego i niemieckiego. Tłumaczone przez nią utwory, podpisywane kryptonimem „Z.S.”, publikowano jako dodatek do czasopisma „Bluszcz” – ilustrowanego tygodnika dla kobiet ukazującego się w Warszawie od 1865 roku.    
Z czasem zajęła się także działalnością publicystyczną. Pisywała do „Kuriera Warszawskiego” oraz „Wieku”, głównie jednak dla „Bluszczu”, z którym nawiązała bliższą współpracę. W swoich artykułach skupiała się przede wszystkim na kwestiach związanych z tematyką kobiecą oraz równouprawnieniem. Pisała także sprawozdania i reportaże, rzadziej opowiadania czy nowele. Z czasem została kierowniczką literacką czasopisma.   

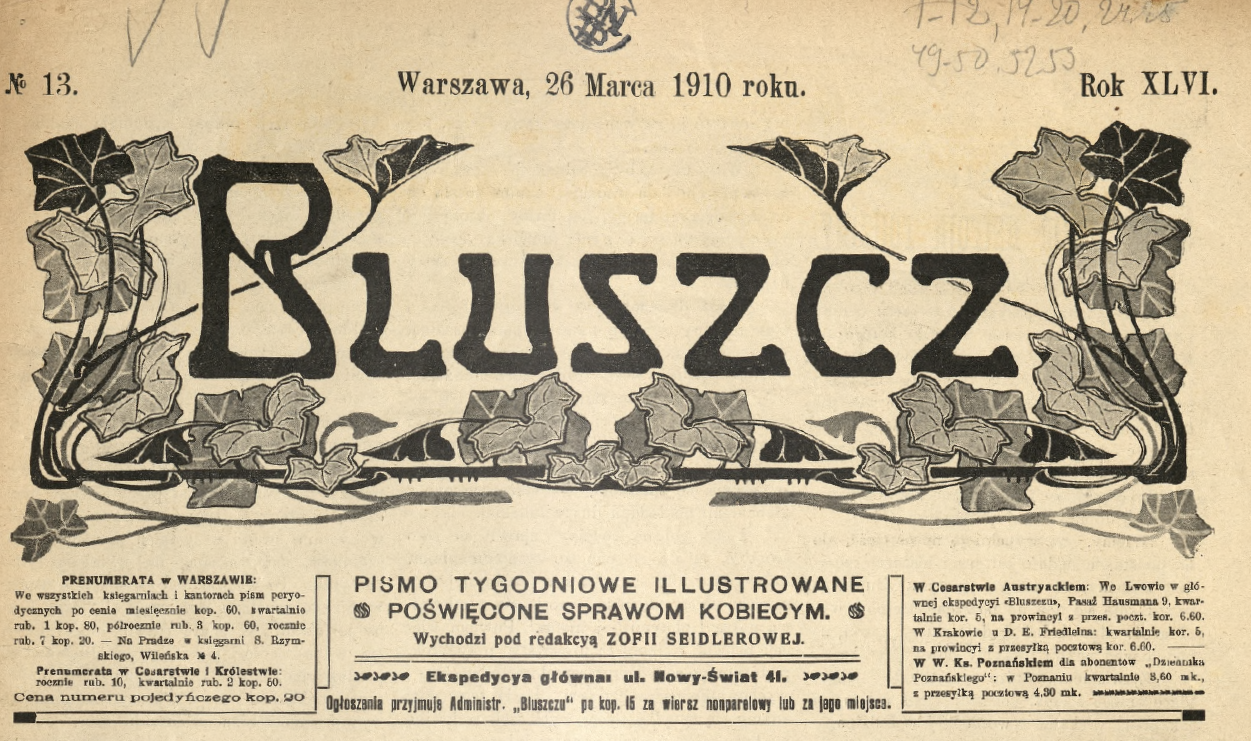
Winieta czasopisma „Bluszcz” z 1910 roku z widocznym podpisem „Wychodzi pod redakcyą ZOFII SEIDLEROWEJ”

### Redakcja czasopisma „Bluszcz”
W 1906 roku Zofia Seidlerowa objęła stanowisko redaktorki naczelnej czasopisma „Bluszcz”, zastępując na tym stanowisku Mariana Gawalewicza. W 1908 roku została współwłaścicielką tygodnika, a rok później – jego jedyną właścicielką oraz wydawczynią. Przyczyniła się do rozkwitu pisma oraz zwiększenia jego popularności. W 1908 roku nakład „Bluszczu” wzrósł z 3 do 5 tysięcy egzemplarzy.

W jubileuszowym numerze z 1935 roku Anna Paradowska tak charakteryzowała ten okres w historii tygodnika:
Lata następne – niespełna dziesięciolecie – aż do wybuchu wojny w r. 1914, są okresem najbujniejszego rozwoju „Bluszczu” – wysoki poziom literacki pisma, dobór prac w każdym z poszczególnych działów, powierzonych najcelniejszym autorkom i autorom owej doby – stawia „Bluszcz” w rzędzie najlepszych pism polskich. 
„Bluszcz” pod redakcją Seidlerowej współpracował z czołowymi literatami, regularnie publikując dzieła takich autorów, jak m.in. Władysław Reymont, Eliza Orzeszkowa, Kazimierz Przerwa-Tetmajer i Maria Rodziewiczówna. Miała również duże zaufanie do młodych twórców i bardzo dobrą intuicję:
Specjalną życzliwością i opieką otaczała ówczesna redaktorka „Bluszczu” pokolenie młodych autorek i autorów – niejednokrotnie na łamach „Bluszczu” ukazywały się prace nowych talentów, podpisane nieznanym nazwiskiem, które dziś opromienia sława.  
Umożliwiała mniej doświadczonym pisarkom i pisarzom wkroczenie w środowisko literackie dzięki organizowanym przez nią spotkaniom czwartkowym o charakterze salonu literackiego. Należała także do Towarzystwa Literatów i Dziennikarzy Polskich założonego w 1909 roku.  
Równocześnie nie zaniedbywała innych działów pisma, związanych np. z recenzjami teatralnymi, poradami domowymi, przepisami kulinarnymi czy modą. W każdym sezonie osobiście jeździła do Paryża po najmodniejsze wykroje.  
Seidlerowa nie przerwała wydawania czasopisma po wybuchu I wojny światowej, lecz w 1918 roku działalność redakcji została tymczasowo zawieszona z powodu problemów finansowych. Wznowiono ją już po śmierci redaktorki, w 1921 roku.  

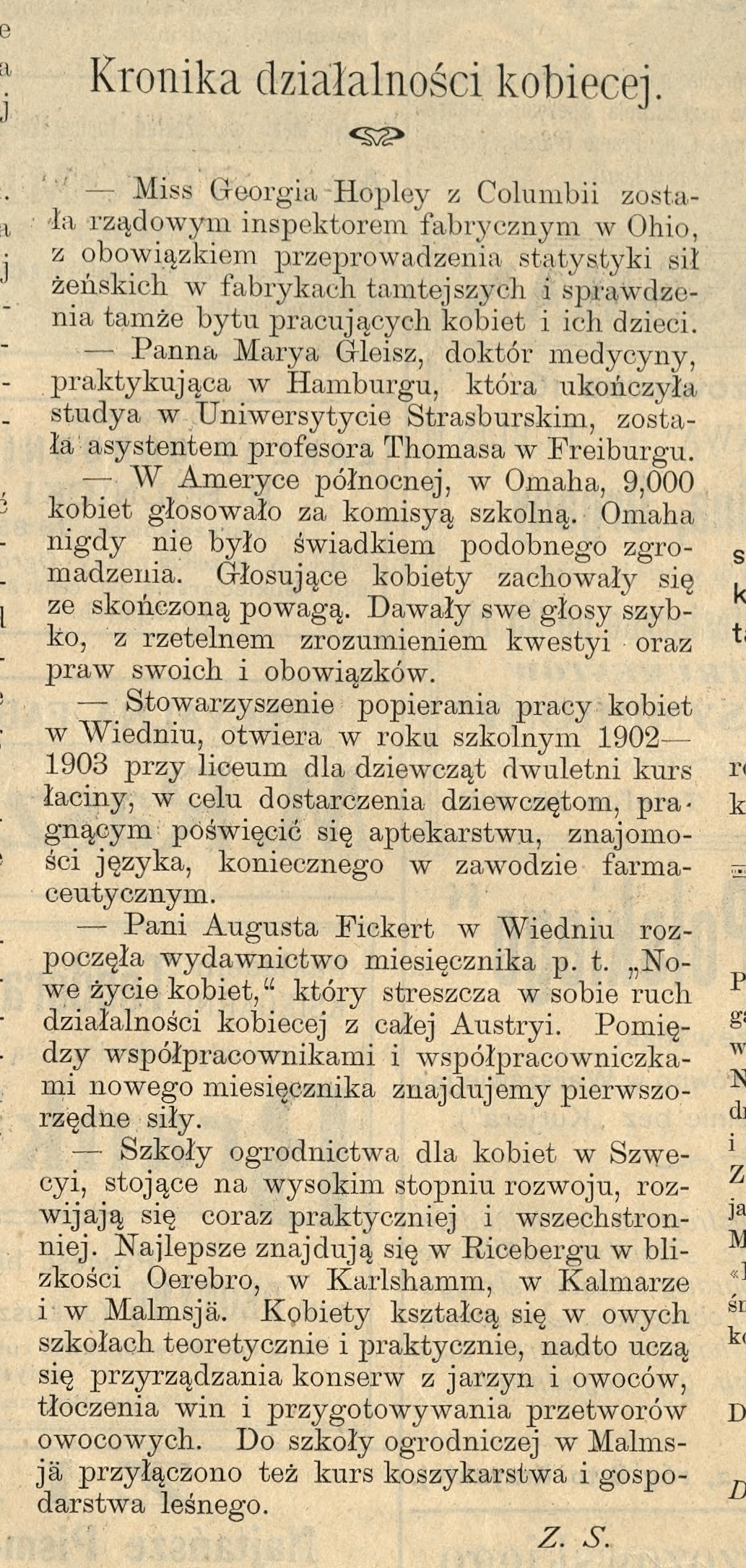
Kronika działalności kobiecej prowadzona przez Zofię Seidlerową (widoczny kryptonim „Z.S.”), „Bluszcz” 1902 (nr 10)

### „Bluszcz” a ruch kobiecy
Pod redakcją Seidlerowej „Bluszcz” obrał wyraźniejszy kurs emancypacyjny . Czasopismo prezentowało umiarkowany feminizm, starając się być platformą dla różnych środowisk kobiecych – a nie radykalnym głosem, jak np. otwarcie feministyczny „Ster” założony w 1907 roku przez Paulinę Kuczalską-Reinschmit. „Bluszcz” zasadniczo trafiał do bardziej tradycyjnej i zamożnej części społeczeństwa.  
„Bluszcz” głosił więc ideę solidarności kobiet i budowania wspólnoty, prezentował różne stronnictwa kobiece i dbał o wartości patriotyczne. „O wszystkich ważnych wydarzeniach w ruchu kobiecym starała się redakcja w «Bluszczu» informować, pozostając neutralnym, ale życzliwym obserwatorem, przedstawiając szczegółowo w kronikarskiej formie wszelkie przejawy społecznej działalności kobiet” – podsumowuje Teresa Kulak.   
Na łamach tygodnika poruszano zagadnienia związane m.in. z uzyskaniem przez kobiety praw wyborczych, równym dostępem do edukacji i pracy zawodowej, organizacjami kobiecymi, partnerskimi relacjami w małżeństwie, nowoczesnym wychowaniem dzieci; przedstawiano także sylwetki działaczek społecznych, oświatowych i feministycznych (np. Marii Wysłouchowej). 
Z pismem współpracowały autorki znane z aktywności feministycznej, m.in. Justyna Budzińska-Tylicka, Zofia Daszyńska-Golińska oraz Cecylia Walewska, działaczki ludowe, ale także przedstawicielki ziemiaństwa i konserwatywne zwolenniczki roli kobiety jako „kapłanki ogniska domowego”.  
Sama Seidlerowa należała do stowarzyszeń kobiecych, m.in. Stowarzyszenia Umysłowo Pracujących Kobiet, którego przewodniczącą została wybrana w 1907 roku. W tym samym roku brała udział w organizacji Zjazdu Kobiet Polskich połączonego z jubileuszem działalności literackiej Elizy Orzeszkowej. „Bluszcz” wydał z tej okazji specjalny numer poświęcony pisarce.  
Jeszcze przed objęciem redakcji Seidlerowa poświęcała tematyce kobiecej większość swoich tekstów. Prowadziła np. stały dział Kronika działalności kobiecej, w którym w skrócie informowała o działalności emancypantek z całego świata, np. o prestiżowych funkcjach obejmowanych przez kobiety, pionierkach w kolejnych zawodach czy nowych szkołach dla dziewcząt. 

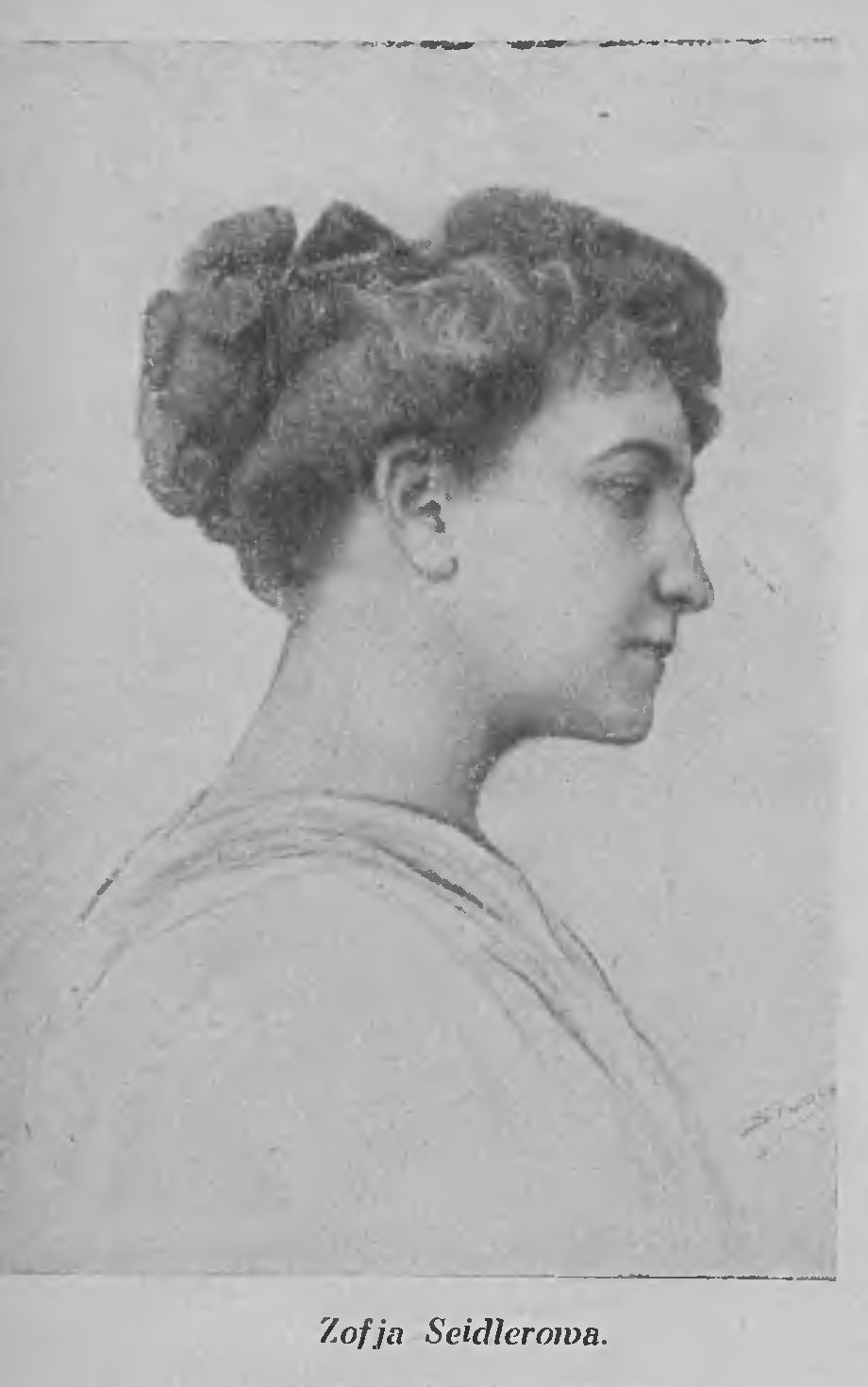
Portret Zofii Seidlerowej opublikowany w jubileuszowym wydaniu „Bluszczu” w 1935 roku

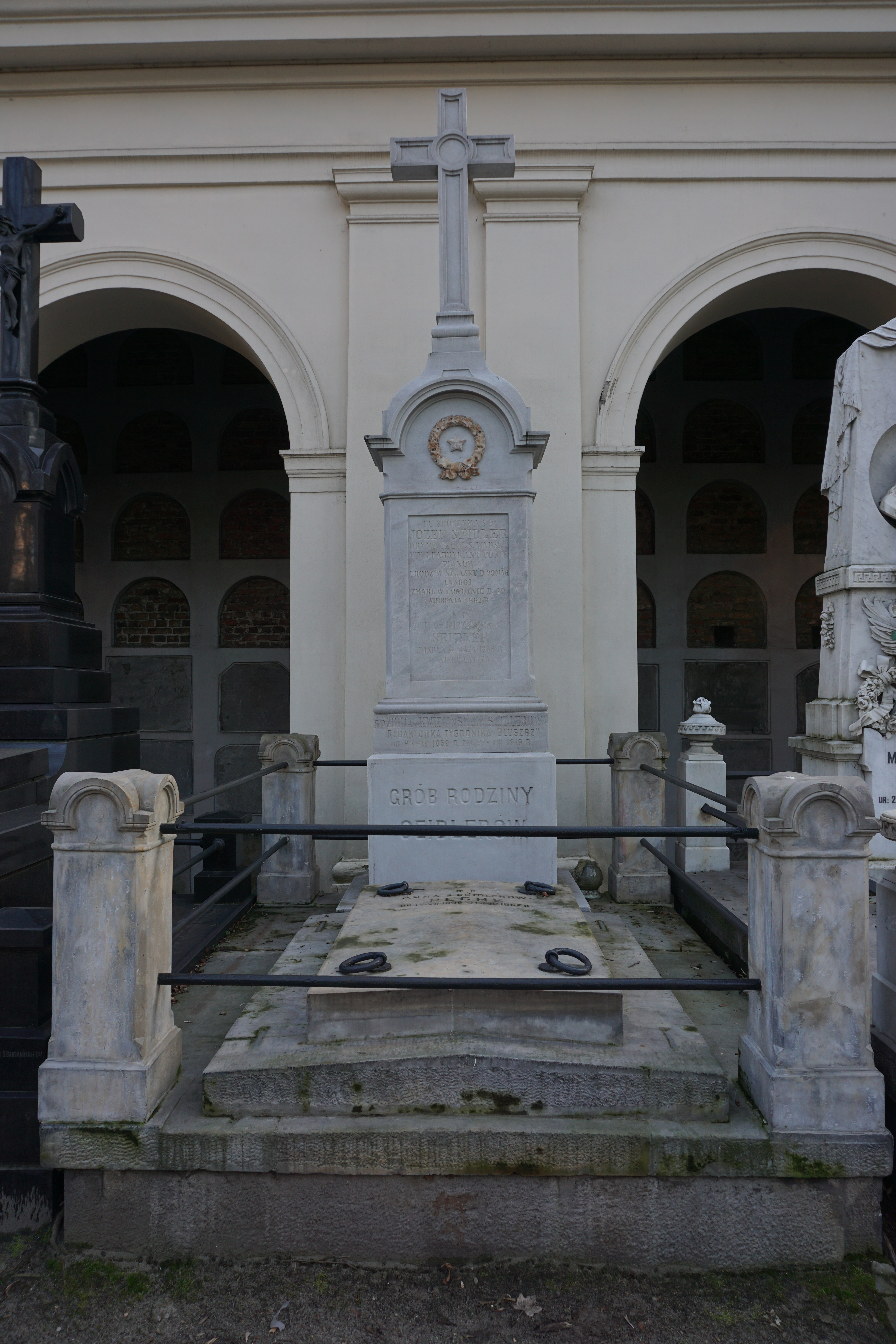
Grób Zofii Seidlerowej na cmentarzu Powązkowskim

### Teksty o sztuce
Wśród tekstów publikowanych w „Bluszczu” przez Seidlerową warto wyróżnić sprawozdania z wystaw oraz artykuły poświęcone sztuce stosowanej (użytkowej). Jej działalność na tym polu została odnotowana w antologii Emancypantki i modernistki. Teksty kobiet o sztuce 1879–1914.     

Teksty Seidlerowej wpisywały się jednak w szerszą tematykę, jaką było równouprawnienie. Nie była to więc właściwie krytyka artystyczna, lecz bardziej zapis działalności kobiecej i sukcesów pionierek na kolejnym polu:      
Sztuka stosowana, przesiąknięta nowym kierunkiem, zbratana potężnie z przemysłem i zdobywająca w całej Europie coraz szersze pole, i u nas też coraz liczniejszych znajduje przedstawicieli, pomiędzy tymi zaś większość kobiet-artystek. Najpoważniej pomiędzy niemi zaznacza się swą działalnością pani Bronisława Poświkowa, artystka-malarka, kierowniczka szkoły rysunkowej i malarskiej dla kobiet. Wystawa, urządzona w jednym z pokojów u Krywulta jest prawie wyłączną wystawą prac tej artystki.      
W tym kontekście zajmowała ją również np. edukacja artystyczna kobiet:     
Wielce przyjemną niespodzianką była dla mnie wystawa sztuki dekoracyjnej, złożona z okazów, wyszłych spod rąk uczennic szkoły, założonej przed rokiem przez pannę Duninównę przy współdziałaniu specjalnie w sztuce dekoracyjnej wykształconej artystki, panny Chalus. Panna Duninówna, sama doświadczona już artystka-malarka, studiując w Paryżu dział sztuki dekoracyjnej, zapoznała się z panną Chalus, powzięła myśl założenia przy jej pomocy odpowiedniej szkoły w Warszawie i zamiar swój przed rokiem doprowadziła do skutku.     

### Życie prywatne
Przyszła na świat 25 kwietnia 1859 roku w Warszawie jako córka Eleonory Józefy z Seidlerów i Wincentego Kwiecińskiego. Wyszła za mąż za spokrewnionego z nią Teofila Józefa Seidlera, z którym miała trzy córki: Zofię (1877–1879), Stefanię (1883–1890) oraz Annę (1896–1967, żonę Czesława Peche, dyrektora Departamentu Górniczo-Hutniczego Ministerstwa Przemysłu i Handlu). Zmarła na tyfus 27 sierpnia 1919 roku w Warszawie. Pochowano ją na cmentarzu Powązkowskim (aleja katakumbowa, grób 125/126).

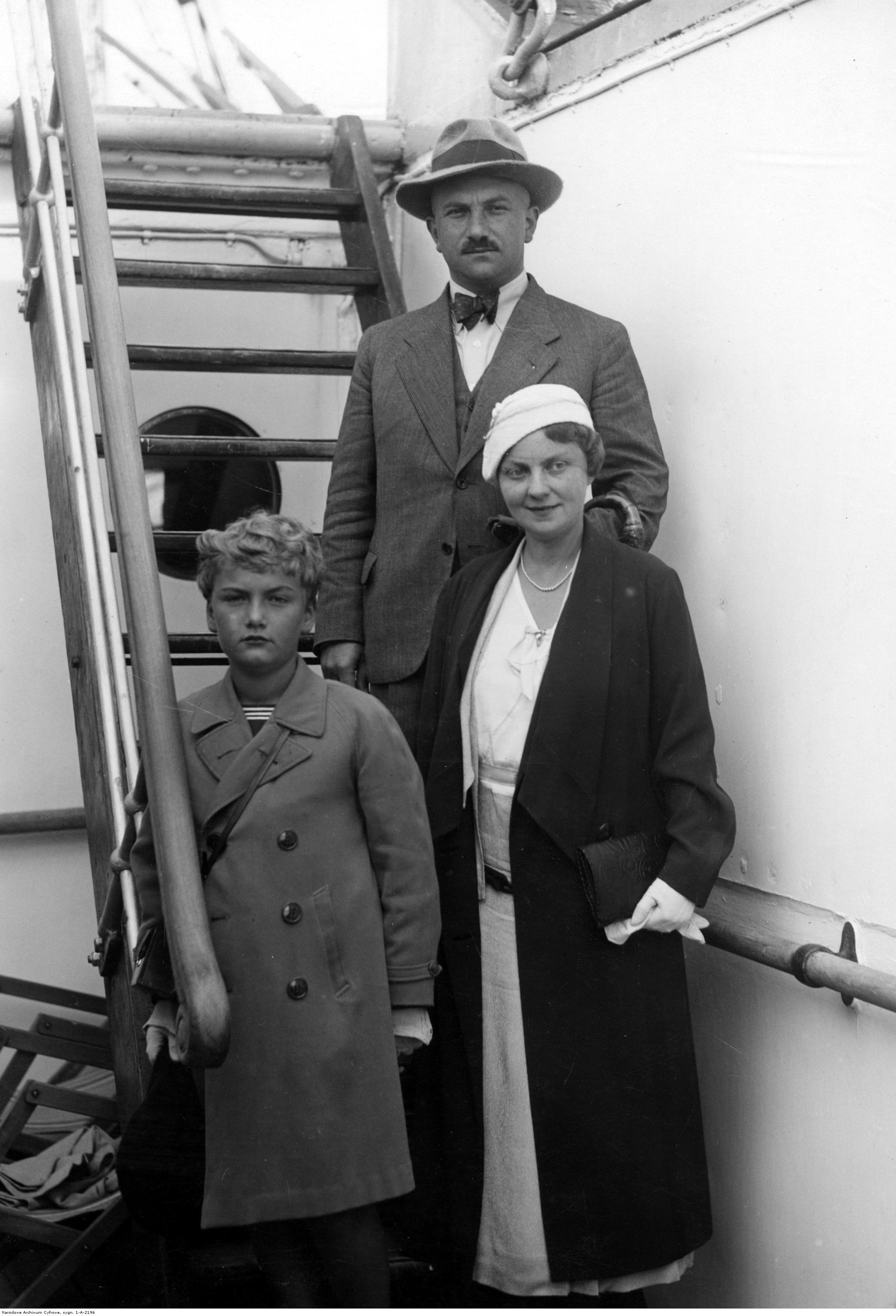
Córka Zofii Seidlerowej, Anna, z mężem (ekonomistą Czesławem Peche) oraz synem na pokładzie statku „Kościuszko” w sierpniu 1933 roku